# لیگینیاک
لیگینیاک (به انگلیسی: Liginiac) (تلفظ فرانسوی: [liʒinjak]؛ اکسیتان: Liginhac) یک کمون در بخش کورز در مرکز فرانسه است.